# Triathlon na Igrzyskach Europejskich 2023
Rywalizacja w triathlonie na Igrzyskach Europejskich 2023 odbyła się w dniach 27-28 czerwca, oraz 1 lipca 2023 w Parku Zalew Nowohucki w Krakowie. Do walki o medale przystąpiło 120 zawodników z 30 krajów.

## Medaliści i medalistki
| Konkurencja       | Złoto                | Srebro          | Brąz             |
| Kobiety           | Solveig Løvseth      | Julia Hauser    | Jolien Vermeylen |
| Mężczyźni         | Vetle Bergsvik Thorn | Szachar Sagiv   | Adrien Briffod   |
| Sztafeta mieszana | Norwegia             | Wielka Brytania | Węgry            |

## Klasyfikacja medalowa
*   Gospodarz ( Polska)
| Miejsce | Reprezentacja   | Złoto | Srebro | Brąz | Razem |
| ------- | --------------- | ----- | ------ | ---- | ----- |
| 1       | Norwegia        | 3     | 0      | 0    | 3     |
| 2       | Izrael          | 0     | 1      | 0    | 1     |
| 2       | Austria         | 0     | 1      | 0    | 1     |
| 2       | Wielka Brytania | 0     | 1      | 0    | 1     |
| 5       | Węgry           | 0     | 0      | 1    | 1     |
| 5       | Szwajcaria      | 0     | 0      | 1    | 1     |
| 5       | Belgia          | 0     | 0      | 1    | 1     |
| Razem   | Razem           | 3     | 3      | 3    | 9     |